# Кинг (остров, Аляска)
Остров Кинг (англ. King Island, инуитск. Ugiuvak) — остров в Беринговом море, к западу от побережья Аляски в 64 км от мыса Дуглас, южнее мыса Принца Уэльского.

## География
Остров скалистый, высота до 200 м, протяжённость 1,6 км. Когда море свободно ото льда (как правило, с июня по ноябрь), климат острова является морским. В холодное время года — континентальный климат. Средняя температура летом +5..+10 °C, зимой -20..-15 °C. Среднегодовое количество осадков — 250 мм (а также 850 мм снега).

## История
Остров был открыт экспедицией Ивана Федорова и Михаила Гвоздева в 1732 году. В 1778 году исследован Джеймсом Куком и назван в честь лейтенанта Джеймса Кинга, участника экспедиции.
В начале XX века остров был местом зимовки около 200 эскимосов, которые охотились здесь на моржей и тюленей (проживали в деревне Укивок). Летом эскимосы на каяках покидали остров и занимались ловлей рыбы на материковой Аляске. В 1937 году на острове проживало 190 жителей в 45 домах. Имелась католическая церковь и школа. В 1960-х годах жители из-за экономических факторов покинули остров и переехали в Ном. Согласно Акту Исконных поселений Аляски (англ. Alaska Native Claims Settlement Act), остров является собственностью бывших жителей деревни.
С 1980 года является частью Аляскинского морского национального заповедника.